# محسن صفایی فراهانی
محسن صفایی فراهانی (زاده ۱۳۲۷) مدیر اجرایی، مدیر ورزشی و سیاستمدار اصلاح‌طلب ایرانی است. او از معدود چهره‌هایی است که در چند حوزهٔ مختلف سیاست، اقتصاد و ورزش فعالیت داشته‌است.
او در دولت‌های مختلف پس از انقلاب مسئولیت‌های اجرایی داشته؛ از قائم مقامی در وزارت صنایع سنگین تا مشاوره در وزارت نیرو مشمول همین دوران می‌شود. او همچنین سابقهٔ عضویت در اتاق بازرگانی و صنایع و معادن تهران و فعالیت در جمعیت دفاع از حقوق آزادی‌بشر را دارد. صفایی‌فراهانی در مجلس ششم نیز از حوزه انتخابیه تهران و در فهرست اصلاح‌طلبان به مجلس راه پیدا کرد. او همچنین عضو شورای مرکزی و رئیس هیئت اجرایی جبهه مشارکت ایران اسلامی بود. صفایی‌فراهانی در بین سال‌های ۷۶ تا ۸۱ ریاست فدراسیون فوتبال ایران و همچنین عضویت در کمیته اجرایی کنفدراسیون فوتبال آسیا را برعهده داشت.

## ابتدای زندگی و فعالیت‌های آغازین
محسن صفایی‌فراهانی در تهران، با اصالتی فراهانی متولد شد. او درسن ۲۳ سالگی با درجه فوق‌لیسانس از دانشکده فنی دانشگاه تهران فارغ‌التحصیل شد. او پیش از انقلاب به عنوان یک فعال بخش خصوصی مشغول به فعالیت‌های عمرانی بود. از سال ۱۳۵۶ با مهدی بازرگان در جمعیت ایرانی دفاع از آزادی و حقوق بشر شروع به همکاری کرد و از روز ۲۲ بهمن ۱۳۵۷ در ستاد نیروی زمینی ارتش مستقر شد.
او سپس با محمد توسلی در شهرداری تهران به همکاری پرداخت و بعد به عنوان عضو هیئت عامل سازمان گسترش نوسازی صنایع ایران که آن زمان با چالش‌های بسیاری مواجه بود، به دلیل مسائل و مشکلات کارگری منصوب شد و با حفظ سمت، قائم مقام مجتمع فولاد اهواز شد.

## سیاست

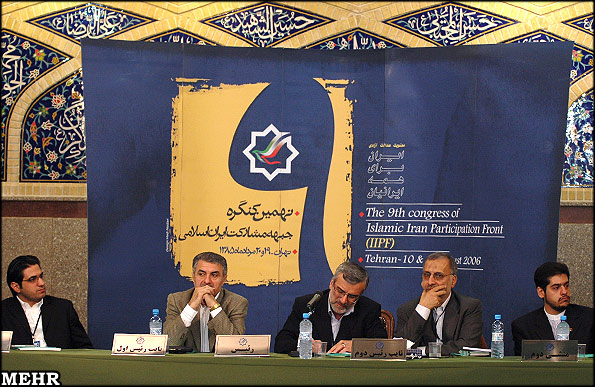
صفایی (نفر دوم از چپ) در کنگره جبهه مشارکت ایران اسلامی، مرداد ۱۳۸۵

صفایی فراهانی پس از تأسیس وزارت صنایع سنگین در سال ۱۳۶۱، معاونت طرح و برنامه را در این وزارتخانه عهده‌دار شد. طولی نکشید که او به عنوان معاون و قائم‌مقام وزارت صنایع سنگین فعالیتش را ادامه داد. چندی بعد پس از اختلاف نظر با وزیر وقت، محمدهادی نژادحسینیان، صفایی از قائم‌مقامی این وزارتخانه استعفا داد و به دعوت بیژن نامدار زنگنه به وزارت نیرو رفت.
در وزارت نیرو او مشاور وزیر نیرو و مدیرعامل شرکت توانیر شد. در این دوران وی همچنین از اعضای پایه‌گذار شرکت‌های فراب و مپنا بود.
او در انتخابات مجلس ششم موفق شد به عنوان نماینده حوزه انتخابیه تهران، ری، شمیرانات و اسلامشهر وارد مجلس ششم شود. او در مجلس عضویت در کمیسیون برنامه و بودجه را نیز تجربه کرد. با پایان مجلس ششم به عنوان قائم‌مقام وزارت اقتصاد در دولت هشتم منصوب شد. با انتخاب محمود احمدی‌نژاد در سال ۱۳۸۴ صفایی فراهانی استعفا داد و از خدمات دولتی خارج شد اما با توجه به دانش و تجربه‌ای که طی این سال‌ها به دست آورده بود به بخش خصوصی رفت و فعالیت‌های خود را به عنوان یک فعال بخش خصوصی ادامه داد.
صفایی فراهانی که پس از انقلاب در چندین دولت‌ حضور داشت، با انتخاب محمود احمدی‌نژاد در سال ۱۳۸۴ استعفا داد و از خدمات دولتی خارج شد و به یکی از جدی‌ترین منتقدان دولت احمدی‌نژاد تبدیل شد. در جریان بحران خاموشی و قطع برق در سال ۱۳۸۷، در مصاحبه با روزنامه کارگزاران مورخ دوازدهم مرداد، آنچه را که بحران قطع برق نامید، نه ناشی از حوادث غیرقابل پیش‌بینی طبیعی، بلکه ناشی از سوء مدیریت‌های اقتصادی دولت محمود احمدی‌نژاد دانست. وی با اشاره به برنامه چهارم توسعه که مشخص‌کننده شیوه حرکت و برنامه‌ریزی‌های دولت‌ها در جمهوری اسلامی ایران است، افزود: «آنچه تاکنون رخ داده، تنها نشان می‌دهد که این برنامه به صورت کامل به فراموشی سپرده شده‌است و اگر همین برنامه اجرا می‌شد، اکنون بحران تأمین برق وجود نداشت.»

## مدیریت در فوتبال
صفایی فراهانی از دی‌ماه ۱۳۷۶ تا شهریور ۱۳۸۱ رئیس فدراسیون فوتبال ایران بود. عادل فردوسی‌پور در مقاله‌ای دربارهٔ فوتبال ایران در مجله ورلدساکر؛ او را از بازیگردانان اصلی فوتبال در سال‌های گذشته می‌داند و می‌نویسد مدیریت او «فوتبال ایران را به سمت حرفه‌ای شدن هدایت کرد».
کار فدراسیون فوتبال وقتی گره خورد که سازمان تربیت بدنی که سرپرستی آن را محمد علی‌آبادی، یکی از نزدیکان محمود احمدی‌نژاد رئیس‌جمهور سابق ایران بر عهده داشت، به دلیل ناکامی ایران در جام جهانی ۲۰۰۶، محمد دادکان رئیس این فدراسیون را بر کنار کرد و تلاش کرد خودش ریاست فدراسیون فوتبال را به عهده گیرد. برکناری محمد دادکان و این اقدام محمد علی‌آبادی باعث بروز مشکلات و محرومیت فوتبال ایران شد. احمدی‌نژاد بعداً گفت علی‌آبادی به درخواست شخص او کاندیدا شده بود.
پس از آن با مذاکراتی که با فیفا صورت گرفت قرار بر تشکیل کمیته انتقالی فیفا و تغییر و تحولات در فدراسیون فوتبال شد. محسن صفایی فراهانی به عنوان رئیس و محمد خبیری به عنوان نایب رئیس، موفق‌ترین فدراسیون فوتبال را از نظر نظم و قانونگرایی پس از انقلاب اداره کرده بودند و همین امر باعث پافشاری فیفا و کنفدراسیون فوتبال آسیا در گزینش صفایی فراهانی و سپردن سکان مسوولیت به او شد. فدراسیون جهانی فوتبال، فیفا، پس از لغو محرومیت فوتبال ایران و در جهت استقلال فدراسیون فوتبال ایران، محسن صفایی فراهانی را به ریاست کمیته ویژه منصوب کرد. در حکم فیفا، محسن صفایی فراهانی به عنوان رئیس، کیومرث هاشمی به عنوان نایب رئیس، و محمدحسن انصاری‌فرد، حسن غفاری، محمد خبیری و علی رغبتی به عنوان اعضا معرفی شده بودند. در مذاکراتی که ابتدا منجر به اجازه حضور تیم‌ملی امید در بازیهای آسیایی و سپس قبول شرایط فیفا از سوی نمایندگان ایرانی حاضر در جلسات گفتگو با نمایندگان فیفا شد، در مورد وظایف هیئت رئیسه انتقالی مورد پذیرش فیفا و کنفدراسیون فوتبال آسیا، توافق شد که مدیریت فوتبال ایران در سطح ملی و بین‌المللی را هیئت رئیسه بر عهده داشته باشد. تهیه پیش‌نویس و تصویب اساسنامه جدید برای فدراسیون فوتبال ایران بر پایه اساسنامه فیفا و سازماندهی انتخابات برای رهبری آینده فدراسیون فوتبال ایران بر اساس مفاد این اساسنامه جدید نیز از جمله وظایف این هیئت بود. در حکم فیفا آمده که با تشکیل این کمیته، گزینه‌های پیشین از سوی تربیت بدنی در مورد سرپرست، نایب رئیس و دبیر موقت فدراسیون رسمیتی ندارد و کمیته‌های فدراسیون فوتبال زیر نظر هیئت رئیسه یاد شده به کار خود ادامه می‌دهند.
برای سازمان تربیت بدنی که خود را عالی‌ترین مرجع تصمیم‌گیری در ورزش ایران می‌دانست، کنترل نداشتن بر امور کمیته انتقالی چندان پذیرفتنی نبود، از این رو، این سازمان در تصمیم‌گیری و اجرای امور مختلف فوتبال با کمیته منتخب فیفا درگیری‌های آشکاری داشت. سازمان تربیت بدنی به ریاست محمد علی‌آبادی، که دخالت و تغییرات حاصل از آن در راس هییت رئیسه فدراسیون موجبات تعلیق ایران را فراهم کرده بود، با همراهی داریوش مصطفوی بدون توجه به حکم قاطع فیفا، تلاش زیادی برای اعمال نفوذ در برنامه‌های فوتبال کردند و همین امر باعث شد که مهندس صفایی فراهانی دولت را تهدید به استعفا کند. صفایی فراهانی در اعتراض به تصمیم‌های غیرقانونی که در فدراسیون فوتبال گرفته می‌شد به خبرگزاری ایسنا گفته بود: «در طول یک ماه گذشته تلاش کردیم با سازمان تربیت بدنی به تعامل برسیم تا فوتبال ایران بیشتر از این دچار مشکل نشود، سعی کردیم مشکلات را حل کنیم ولی متأسفانه عملاً این اتفاق نیفتاد. ظاهراً دوستان قصد همکاری با کمیته شش نفره را ندارند و نمی‌خواهند مسایل با تعامل و به نفع فوتبال به پایان برسد. آن‌ها می‌خواهند یک جانبه عمل کنند و این خلاف وظایف کمیته شش نفره است.» اشاره صفایی فراهانی به تصمیم فدراسیون فوتبال در انتخاب سرمربی تیم ملی امید و انتخاب رئیس سازمان لیگ بود که بدون مشورت با این کمیته انجام شده بود. بعدها محسن صفایی فراهانی در مصاحبه با وب‌سایت قانون با اشاره به کمیته انتقالی و موضوع تعلیق گفت: یک روز مدارک آقای احمدی‌نژاد را آوردند و گفتند ایشان می‌خواهد برای ریاست فدراسیون فوتبال ثبت نام کند. ما قبول نکردیم، توضیح دادیم که رئیس دولت نمی‌تواند رئیس فوتبال باشد و این اقدام باعث تعلیق فدراسیون خواهد شد. پس از آن بود که علی‌آبادی هم برای انتخاب ریاست فدراسیون ورود کرد.
صفایی فراهانی پس از انتخابات ۲۲ خرداد مانند بسیاری دیگر از فعالان سیاسی یا رسانه‌های گروهی و معترضان به نتایج اعلام شده در انتخابات، دستگیر و روانه زندان شد. صفایی فراهانی که از اعضای جبهه مشارکت است، پس از خروج موقت از زندان، به اتفاق شش اصلاح طلب دیگر که همگی پس از انتخابات ۲۲ خرداد دستگیر شده بودند، از رئیس قوه قضائیه خواست به شکایت آن‌ها از سردار مشفق و دیگر فرماندهان قرارگاه ثارالله وابسته به سپاه پاسداران رسیدگی کند. وقتی صفایی فراهانی شکایت خود را پس نگرفت، مجدداً راهی زندان شد.
بر اساس مقررات کنفدراسیون فوتبال آسیا، وقتی یکی از اعضا در دو نشست غایب باشد، صندلی اش را از دست خواهد داد. با این حال با توجه به اهمیت و اثرگذاری صفایی فراهانی در کنفدراسیون و مطلع بودن مقامات عالیرتبه این ارگان از وضعیت او، تا مدت‌ها در فهرست اعضای کمیته اجرایی کنفدراسیون فوتبال آسیا حضور داشت. اما علی کفاشیان، رئیس فدراسیون فوتبال ایران، تلاش می‌کرد در انتخابات کنفدراسیون فوتبال آسیا که به میزبانی دوحه، نامزد پستی شود که در اختیار صفایی فراهانی بود. این در حالی است که محمد بن همام، رئیس کنفدراسیون فوتبال آسیا، در تهران و خطاب به خبرنگاران تأکید کرده بود: «بدون شک رأیی که اعضای کنگره فوتبال آسیا به صفایی داده‌اند تا پایان سال ۲۰۱۱ پس گرفته نمی‌شود.» او همچنین به کنایه گفته بود که ما اعضای کنفدراسیون فوتبال آسیا بی‌صبرانه منتظر پیوستن مجدد این عضو ایرانی اثرگذار، به جمع خودمان هستیم. بالاخره در دی‌ماه سال ۱۳۸۹ در بخش کمیته اجرایی، که پیشتر علی کفاشیان نامزد شده بود، پیش از آغاز انتخابات به نفع علی سعیدلو کناره‌گیری کرد. اما حتی این اقدام نیز در جلب آرای کافی برای سعیدلو مؤثر نبود. تا تمام رایزنی‌ها و رفت‌وآمدهای چند ماه پیش از انتخابات علی سعیدلو با مسئولان ورزش کشورهای حوزه خلیج فارس، حتی برای غلبه بر نماینده نپال هم کفایت نکند و معاون محمود احمدی‌نژاد، با دست خالی، اجلاس کنفدراسیون فوتبال آسیا در دوحه را ترک کند. رئیس کمیته تربیت بدنی و جوانان وقت مجلس، جلال یحیی‌زاده گفت: ناکامی علی سعیدلو در به‌دست آوردن کرسی نایب رئیسی کنفدراسیون فوتبال آسیا، یکی از ناکامی‌های بزرگ فدراسیون فوتبال در چند سال گذشته بود؛ و این رویداد را برای ورزش، فوتبال و مدیریت کشور «تحقیر آمیز و ناپسند» توصیف کرد و گفت: این شکست به عدم محاسبه دقیق، اتخاذ تصمیمات نادرست و مدیریت ضعیف مرتبط است.

## پس از انتخابات ۱۳۸۸

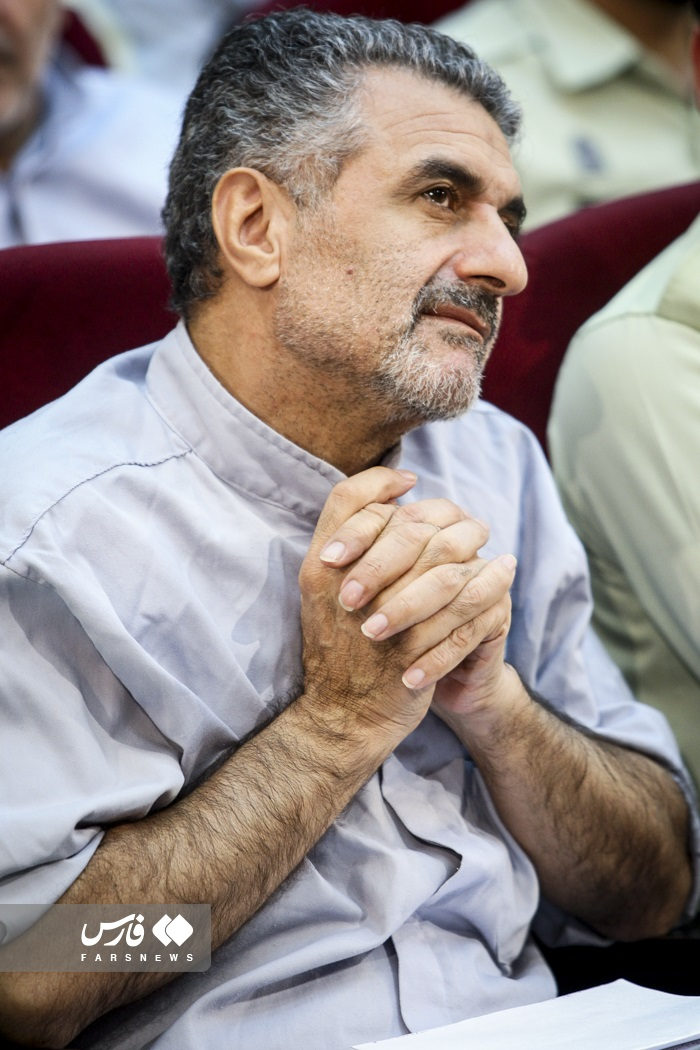
صفایی فراهانی در دادگاه متهمان به کودتای مخملی

در تاریخ ۱۳ خرداد ۱۳۸۸، در آستانهٔ دهمین دورهٔ انتخابات ریاست جمهوری ایران، مناظره تلویزیونی بین میرحسین موسوی و محمود احمدی‌نژاد صورت گرفت که طی آن احمدی‌نژاد، صفایی فراهانی را به فساد اقتصادی متهم کرد. احمدی‌نژاد با گفتن این جمله که «کسانی در دولت شما با رانت دلاری هفت تومان میلیاردر شدند. آقای صفایی فراهانی در دولت شما پول‌دار شدند. پسران آقای هاشمی چه می‌کنند؟... پرونده استات اویل که پشتش پسر آقای هاشمی است، یکی دادگاهی شد و یکی زندانی و یکی را به خارج فراری دادند … پسر آقای ناطق نوری که حامی شما هستند چگونه زندگی می‌کنند؟» پای صفایی فراهانی را به میان کشید. یک روز بعد، صفایی فراهانی سخنان احمدی‌نژاد را تکذیب و وی را به مناظرهٔ مستقیم دعوت کرد. او گفت: «اگر رئیس‌جمهوری می‌خواست گزارشی به مردم بدهد، چهار سال وقت داشت و به عنوان مسئولِ ردهٔ دومِ نظام، مکلف بود، اگر ثروت‌های افسانه‌ای که او می‌گوید نصیب افرادی شده، مستندات آن را در اختیار قوه قضاییه قرار دهد.»
صفایی فراهانی در روز ۳۰ خرداد ۱۳۸۸، یک هفته پس از برپایی انتخابات، بازداشت شد. وی یکی از کسانی بود که در دادگاه متهمان پرونده کودتای مخملی حاضر بود. وی شش ماه پس از بازداشت در حالی که به مدت ۱۰ روز از زندان مرخص گشت، به نشانهٔ اعتراض به وضع خود از مرخصی استفاده نکرد. سرانجام در تاریخ ۲۶ دی ۱۳۸۸ صفایی فراهانی از سوی شعبه ۱۵ دادگاه انقلاب به ۶ سال حبس تعزیری محکوم شد. در اولین مرخصی صفایی فراهانی از زندان، عبدالله نوری، سید یاسر خمینی و تعدادی دیگر از اصلاح طلبان به دیدار وی رفتند. پس از برگزاری دادگاه‌های موسوم به کودتای مخملی، سازمان مجاهدین انقلاب اسلامی ایران با صدور بیانیه‌ای محاکمات موسوم به «کودتای مخملی» را همانند دادگاه‌های استالینی و محکمه‌های تفتیش عقاید قرون وسطایی خوانده، آن را «لکهٔ سیاهی بر دامان قوهٔ قضائیه» جمهوری اسلامی دانست که به تعبیر این سازمان با «آب زمزم» هم پاک نخواهد شد. در این بیانیه آمده بود: اعمال فشار به چهره‌های سیاسی مانند محمد خاتمی، اکبر هاشمی رفسنجانی، میرحسین موسوی و مهدی کروبی و دستگیری افرادی چون بهزاد نبوی، مصطفی تاج‌زاده، سعید حجاریان، محسن میردامادی، محسن امین‌زاده، فیض‌الله عرب سرخی، صادق نوروزی، عبدالله رمضان‌زاده و محسن صفایی فراهانی که با تبلیغات رسانه‌ها و تریبون‌ها و دادگاه‌های حکومتی همراه شده، «کودتایی آشکار» و «استحالهٔ انقلاب» دانست.
یک‌سال بعد در مردادماه ۱۳۸۹، صفایی فراهانی به همراه شش فعال سیاسی دیگر که خود را تعدادی از قربانیان پرونده‌سازی‌ها و خلافکاری‌های گروهی استبدادطلب از جمله عده‌ای از نظامیان قانون‌شکن درجریان انتخابات ریاست جمهوری دهم و پس از آن نامیدند، در شکایت‌نامه‌ای دربارهٔ آنچه آنها ظلم‌ها و کارشکنی‌های عده‌ای متوهم که متأسفانه لباس نظامی و امنیتی بر تن کرده‌اند می‌خواندند، به اظهارات فردی موسوم به «سردار مشفق» اشاره کردند و آن را سند مهمی در جهت روشن شدن مسائل پشت پردهٔ انتخابات ریاست جمهوری دهم و حوادث بعد از آن و اقدامات خلاف قانون گروه استبدادطلبِ پیش‌گفته در جریان انتخابات و پس از آن دانستند؛ اقداماتی که در افکار عمومی کودتای انتخاباتی نام گرفته‌است.
آنان در بخشی از این شکایت و سند آورده‌اند: (طبق اظهارات این فرد) آقای احمدی‌نژاد نه فقط از همان ابتدا نامزد قطعی این گروه تمامیت‌خواه بوده، بلکه گروه مذکور از مدت‌ها قبل از انتخابات ریاست جمهوری و حتی پیش از قطعی شدن کاندیدای رقیب (آقای خاتمی یا آقای موسوی)، تصمیم قطعی خود را برای حذف یا شکست رقبای او اتخاذ کرده بود. این گروه از مراحل آغاز فعالیت‌های انتخاباتی، نامزدهای رقیب را نه با هویت کاندیدای رسمی انتخابات ریاست جمهوری، بلکه به عنوان «دشمن» تلقی و با بهره‌گیری از همه ابزارهای اطلاعاتی و نظامی پنهان، به تضعیف، ارعاب، اخلال در فعالیت‌های قانونی و نهایتاً مختل ساختن ابزارهای نظارتی رقبای انتخاباتی اقدام کرده‌است. در این شکایت‌نامه که نام‌هایی چون محسن امین‌زاده، مصطفی تاج‌زاده، عبدالله رمضان‌زاده، فیض الله عرب سرخی، محسن صفایی فراهانی، محسن میردامادی و بهزاد نبوی آن را امضا کردند به اهانت‌ها، اکاذیب و تهمت‌های گوناگون از جمله توطئه و براندازی به امضاکنندگانِ این شکایت اشاره و اعلام شده حتی یک مورد از اتهامات مشروحِ مطرح شده علیه امضاکنندگان این شکایت صحت ندارد و همهٔ موارد مصداق اکاذیب و افترا است.
یک روز بعد عباس جعفری دولت‌آبادی، دادستان تهران، به زندانیان سیاسی‌ای که در مرخصی به‌سر می‌برند هشدار داده‌است که صدور بیانیه توسط آنها پیگرد قانونی دارد. وی همچنین گفت: مسئله «هتک حرمت» از «یک فرد زندانی» صحت ندارد و فرد مزبور نیز این خبر را تکذیب کرده‌است. به دنبال این شکایت از فرماندهان سپاه، آقایان امین‌زاده، صفایی فراهانی و تاج‌زاده بار دیگر به زندان فراخوانده شدند. صفایی فراهانی اعلام کرد حاضر به بازپس‌گیری شکایت خود نیست و به زندان برمی‌گردد. پس از بازگشت صفایی فراهانی به زندان، با امضای نامه‌ای به همراه همسران دیگر معترضان اعلام کرد: شکایت «به‌حق» همسران خود و «دیگر قربانیان» را تا حصول نتیجهٔ نهایی پیگیری خواهند کرد. مهدی کروبی نیز با حمایت از شکایت هفت فعال اصلاح‌طلب، حاکمیت را به مناظره دعوت کرد.
یک‌ماه بعد صفایی فراهانی در اوین دچار حمله قلبی شد و با یک هفته تأخیر، از بهداری اوین به بیمارستان منتقل شد. همسرش، عفت خطیبی، با اشاره به بیماری قلبی وی، به شدت از وضعیت وی در زندان اوین ابراز نگرانی و اعلام کرد: «آقای فراهانی سه‌شنبهٔ هفتهٔ گذشته در بندِ ۳۵۰ دچار حملهٔ قلبی و بیهوشیِ کامل شده، توسط برانکارد به بهداری زندان اوین منتقل می‌شود. در بهداری زندان با توجه به وضعیت بد جسمانی وی هیچ‌گونه رسیدگیِ پزشکی به‌طور جدی دربارهٔ او صورت نمی‌گیرد.» صفایی فراهانی، پس از اعتراضات مکرر همسرش، یک‌هفته بعد، ابتدا به بیمارستان مدرس تهران و سپس به بیمارستان قلب تهران منتقل شد.